# Budinszky András
Budinszky András (Gyömrő, 1944. augusztus 1. –) informatikus, szoftvertervező és -fejlesztő.

## Életpályája
A budapesti  Eötvös József Gimnáziumban érettségizett, utána az ELTE matematika–fizika szakon szerzett diplomát 1968-ban. A SZÁMOK alapító gárdájának tagjaként ismerkedett a rendszerprogramozással (Control Data Institute, Frankfurt am Main), majd oktatott, tankönyveket írt, továbbá a PROLON oktatási fordítóprogram kifejlesztésén dolgozott. A SZÁMOK időben és szervezettségében messze megelőzte a magyar felsőoktatást. Nyugati színvonalú integrált képzési környezetével és technológiai szintjével a magyar informatikai oktatás úttörője volt.
1979-től az Austini Egyetem (University of Texas at Austin) PhD programjában tanult ösztöndíjasként. 1985-től Austinban az akkori legnagyobb amerikai konzorciumnál (MCC) dolgozott egy multiprocesszoros adatbáziskezelő tervezésén, implementálásán és integrálásán. 1987-től a Novellhez került, ahol számos verzión keresztül vezette a Btrieve PC-kre írt első és legjelentősebb tranzakciós adatbáziskezelő tervezését és fejlesztését. Btrieve az önálló felhasználhatósága mellett a Netware SQL kerneljeként funkcionál, valamint mind a mai napig megszámlálhatatlan applikáció „háttérmotorja”. A fejlesztő csapat központi magjába több magyar szakembert is verbuvált.
1995-ben az adatbázis-fejlesztés független cégként levált a Novellről Btrieve Technologies, majd Pervasive Software néven, amelynek főtervezőjeként tovább folytatta a „bábáskodást” a Btrieve valamint SQL több verziójának kifejlesztésénél. Éveken keresztül tagja volt az ANSI SQL programozási nyelv standardizáló bizottságának.
2005-ig több jelentős fejlesztési projektet vezetett: Progress Software Kutató Laboratórium, Cambridge; Novell Internet Caching System, Provo; Infoglide, fuzzy logikán alapuló hasonlósági keresés, Austin.
Fejlesztő munkája mellett több amerikai egyetemen is előadott, majd Magyarországra visszatérte után nyugdíjba meneteléig a Pázmány Péter Katolikus Egyetem Informatika Karán oktatott, ahol beindította az adatbányászat, illetve bioinformatika tárgyak oktatását.
1969-ben sakkmesteri címet szerzett. Edzőként segítette feleségét, Ivánka Mária nemzetközi nagymestert, többszörös olimpia ezüstérmest. Emellett megszállott bridzsjátékos. A szabadidejében „fejlesztő” munkáját állandó bridzspartnerével, Talyigás Andrással közösen folytatja a több magyar éljátékos által használt precíziós licitrendszer (Heavy Club) továbbfejlesztésével.

## Oktatói munkássága
- Számok (Számítástechnikai Oktató Központ), Budapest
- University of Texas, Austin
- Southwestern University, Georgetown
- St. Edward’s University, Austin
- Pázmány Péter Katolikus Egyetem, Budapest
- Műszaki és Gazdaságtudományi Egyetem, Budapest

## Publikációi
- Fortran példatár numerikus módszerek alkalmazására, 1973
- Szimbólumkezelő programozási nyelvek, 1977
- A programozás alapjai, 1978
- PROLON, an Educational Compiler, 1978
- Teaching Material for Molecular Bionics and Infobionics, Introduction to Bioinformatics, 2001